# 2010年コピアポ鉱山落盤事故への反応
2010年コピアポ鉱山落盤事故への反応（2010ねんコピアポこうざんらくばんじこへのはんのう）では、2010年のコピアポ鉱山落盤事故に対する反応と協力について述べる。
コピアポ鉱山落盤事故では、チリ共和国コピアポ近郊のサンホセ鉱山で起き、崩落によって、33人の鉱山作業員が688mの深さの地下に取り残され、救出には69日を要した。 鉱山作業員らが発見され、その歴史的な救助が開始されると、世界的に注目されることになり、2000名を超えるメディアの記者らが、サンホセ鉱山からリポートした。各国の元首は、救助を願い、救助が成功裏に終わると祝福した。

## 政治的な反応

### チリ

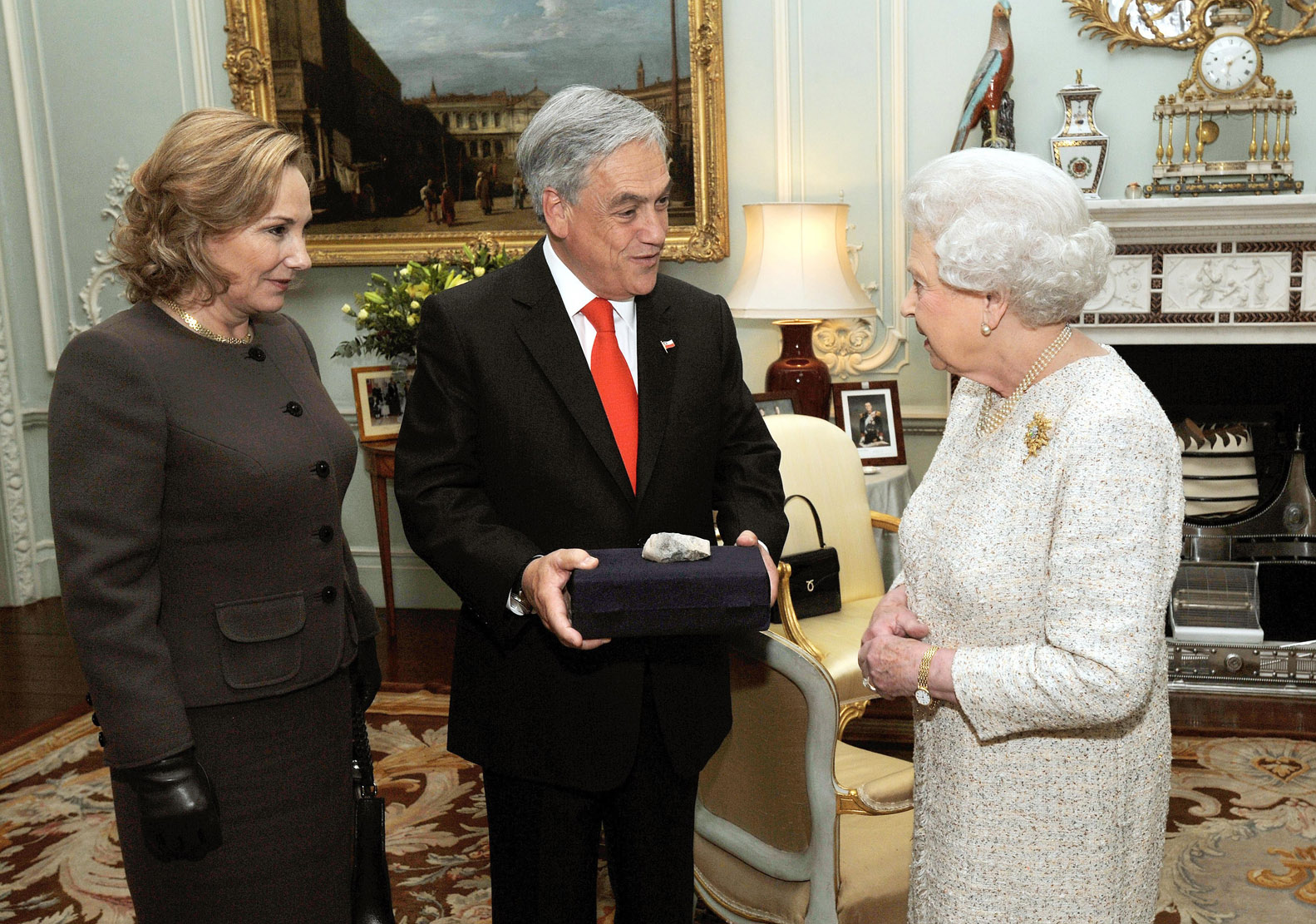
女王エリザベス2世に鉱山の岩を贈るピニェラ

チリ大統領セバスティアン・ピニェラと夫人のセシリア・モレールは救出に立ち会い、鉱山から助け出された作業員一人一人に声をかけた。ボリビア大統領エボ・モラレスもその場に駆けつけたが、ボリビア人作業員カルロス・ママニの救出には間に合わなかった。救出後に行われたピニェラのヨーロッパ訪問の際には、救出成功の知らせを聞いた女王エリザベス2世に招待され、ピニェラは女王に謁見する機会を得ることになった。ピニェラは鉱山の岩を女王とキャメロン首相に贈った。
作業員全員が救出されると、ピニェラはチリを称賛する熱のこもった演説を行い、全チリ人の大統領であることを誇りに思う、と述べた。ピニェラは9月にチリが建国200年を迎えたことに触れ、and said the miners were rescued with "unity, hope and faith." ピニェラは支援を申し出てきた国々の中でもベネズエラのチャベス大統領とボリビアのモラレス大統領に対する感謝の意を示し、一方で鉱山の崩壊を招き、救出作戦を強いることになった責任者は罰せられる、と述べた。and said there would be a "new deal" with the workers.
事件はチリ国内外で関心を呼び、多くの人々が作業員を英雄視した。全員救出の後、チリ全土の消防署でサイレンが鳴らされた。In Copiapo, thousands of people cheered, danced and wept during the rescue as people chanted "Long live Chile."
救出作戦の模様は全世界の報道機関により生中継された。各国の報道機関の反応は熱狂的なもので、救出の記事は全世界で新聞の一面を飾った。not only was the rescue from the greatest depth of any such operation ever, but the miners had waited to be found – let alone rescued – longer than any other survivors who had ever been in their predicament.

### チリ以外の国
A number of foreign leaders contacted Piñera to express solidarity and pass on congratulations to Chile while the rescue efforts were ongoing, including アルゼンチンのクリスティーナ・フェルナンデス・デ・キルチネル、コロンビアのフアン・マヌエル・サントス、ベネズエラのウゴ・チャベス、ブラジルのルイス・イナシオ・ルーラ・ダ・シルヴァ、ペルーのアラン・ガルシア、ウルグアイのホセ・ムヒカ、ポーランドのブロニスワフ・コモロフスキ といった各国の大統領、イギリスのデーヴィッド・キャメロン、スペインのホセ・ルイス・ロドリゲス・サパテロといった各国の首相。
アメリカ大統領のバラク・オバマ、イギリス首相デーヴィッド・キャメロン、ローマ教皇ベネディクト16世はoffered congratulations to the coordinators of the rescue attempt and also to the miners themselves for their bravery.
British Prime Minister David Cameron said from the House of Commons "I am sure everyone would like me on their behalf to send best wishes to the president and people of Chile as they celebrate the trapped miners coming to the surface." アメリカ合衆国大統領バラク・オバマもピニェラに電話し、作業員の全員救出を祝うとともに、作業員やチリ人民を称賛した。国連事務総長の潘基文も救出翌日にピニェラ大統領に連絡を取り、国連報道官のマーティン・ネシルキーによれば「チリの民衆や英雄的な鉱山作業員の家族とともに、人類の巧緻と精神力の類稀なる勝利を祝った」という。South African President ジェイコブ・ズマ said "Having a strong mining culture like Chile we [South Africa] can fully empathise with the fears and anxieties of those that have suffered this terrifying experience."

## ロシアの反応
10週間に及ぶ隔離生活を経ながら一人の人命も失われることなく完璧な成功を収めた鉱山作業員の救出は、ロシアでは嫉妬をもって受け止められ、多くのロシア人が「なぜわが国にはこのような事例がないのか」と問いかけることになった。
ロシアで起きた直近の鉱山事故としては、2010年5月にシベリア南部のメジュドゥレチェンスク近郊、ラスパドスカヤ炭鉱で起きた事故が挙げられる。この際は鉱山作業員と救助要員90名が犠牲となり、安全措置の欠如が災害を引き起こしたとして批判を浴びた。
ブロガーのxeyrullaは「チリの鉱山で救助活動が完遂されたのは、（ロシアの非常事態相である）セルゲイ・ショイグが参加していなかった、という事実によるところが大きい」とLiveJournalに設けたブログで述べた。
ドミートリー・メドヴェージェフ大統領はチリ大統領セバスティアン・ピニェラに宛てたメッセージの中で、救出作戦は「一つの目標に向かって結束した人々の意志と勇気があれば、いかなる困難な挑戦であっても成し遂げられることを示した」と述べた。

## 中国の反応
チリで33人の鉱山作業員が無事救出された知らせが届けられると、中国では脱出カプセルと退避施設の問題が議論された。An underground mine rescue chamber is believed to have played a key role. チリで鉱山作業員が救出された直後の10月16日、河南省禹州市の炭鉱でガス爆発があり、37人が死亡した。事故後に開かれた会合において、国家安全生産監督管理総局の駱琳局長は、退避施設の整備に言及した。Mines in China were to have underground escape capsules and other emergency facilities by 2015, according to a previous administration work schedule.
山西省で潞安集団が運営する常村炭鉱は16の脱出カプセルと7つの退避施設を備える。こうした安全設備を備えた炭鉱は中国初だと中国青年報は報じている。報道によれば脱出カプセルは6.3m×1.4m×1.8mの金属製で、ガス爆発の衝撃に耐える。また酸素を貯蔵し、空気の浄化装置と空調を備え、12人の鉱山作業員が96時間にわたって生存できるという。

## 報道機関の反応
チリ政府は救助の一部始終を独占生中継し、映像は全世界の放送局に無料で提供された。中継はチリの国営放送局TVNとの契約のもとに行われ、同局は45名からなるチームを派遣した。救助カプセルが地下に到達すると、鉱山内部の映像も提供されるようになった。一方、救助を報道するために全世界から2000人もの報道関係者が現地に集まり、鉱山に近いCampamento Esperanzaに滞在した。報道関係者の国籍はさまざまで、中にはイエメン、イラン、ロシア、フィンランド、中国、朝鮮民主主義人民共和国、日本といったはるか遠方の地から来た者もいた。チリのTV司会者ドン・フランシスコは現地からの実況放送において、「こんなにメディアの関心が集まっているところを見たのは1969年のアポロ11号帰還のとき以来です」と述べた。
こうして現地から送られた報道は注目を集め、最初に救助された鉱山作業員フロレンシオ・アバロスが地上に引き上げられた場面は、全世界で約10億人がテレビを通じて見守ったと見られている。インターネット利用状況の観測を行っているアカマイは、最初の鉱山作業員が救助された火曜深夜の時間帯は通常より20%もウェブトラフィックが増加し、また同社が全世界のニュースサイトのアクセス状況をまとめたNet Usage Index for Newsにおいて、チリの鉱山作業員救出の記事は2005年のサービス開始以来5番目に読まれたオンラインニュース記事となった、と報告した。新聞での扱いも大きく、救助の記事は全世界で一面に掲載された。スペインのナバーラ大学で行われた研究によれば、救出活動に関する報道が全世界のメディアのもたらした影響は、この年にチリで起きたもう一つの大事件、すなわち2月に中部で発生した大地震に比べてはるかに大きかったとされる。

## 国際支援
世界中の多くの企業および政府が生存者救出のために支援に尽力した。

### 政府機関
チリ:
- チリ鉱業省、健康省、労働省、国防省
- コデルコ。コデルコはチリの国有鉱山企業で、銅の生産では世界最大である。コデルコが運営する鉱山の一つであるエル・テニエンテ鉱山は世界最長の地下坑道を持ち、同様の災害に対する訓練を受けた専門家を有している。エル・テニエンテからは2人の従業員、技術者のAndrés Sougarretとリスク管理の専門家であるRené Aguilarが派遣され、フルタイムで救助活動に参加した

 アメリカ合衆国:
- NASA: NASAはチリ政府の協力要請に応じ、救出作戦の過程で医療面、栄養面、行動面の各側面から助言を行った。また宇宙開発の経験を通じて得た知識をもとに、脱出カプセルの設計に関しても助言を行った。チリに赴いたNASAの専門家チームを率いたマイケル・ダンカンは、“We were able to provide the Chilean engineers designing the rescue cages some thoughts"と述べた。チームには医師2名、心理学者1名 と技術者が加わっている。Dr. Michael Duncan, deputy chief medical officer in NASA's Space Life Sciences Directorate at NASA's Johnson Space Center in Houston, led the team. The other team members were physician J.D. Polk, psychologist Al Holland and engineer Clint Cragg.

### 企業
チリ
- Drillers Supply S.A.'s  in manufacturing plant in Antofagasta, Chile made the drill pipe and drill strings used in drilling the rescue bore-hole as well as numerous other items used in the rescue operation.  They also assisted with logistics and planning related to Plan B.
- Geotec S.A. rented out the use of the Schramm T130XD air core drill which was Plan B.
- Drilling consultant, Kelvin Brown, an Australian drilling expert who flew to Chile to assist in the engineering plan.

オーストリア
- Östu-Stettin GMBHは作業員を地上に引き上げる際に使用された特殊な巻き上げ装置を提供した。
- オーストリアのヴェルスにある特殊用途向けロープの製造業者トイフェルベルガーは、1,000メートル (3,300 ft)のワイヤーロープEvolution TK 16を提供した。このワイヤーはねじれが生じないように工夫がなされたもので、救出作業中にカプセルが回転するのを防ぐため、特にこのワイヤーが使用されることになった。

カナダ
- Cementation Canada, Inc. operated the Strata 950 that was part of Plan A.
- カルガリーの石油サービス会社プレシジョン・ドリリングは、掘削装置Rig-421を設置し、運用にあたる要員も派遣した。

日本
- NTTは双方向通信に必要となる折り曲げ自在の光ファイバーケーブルを提供した。

韓国
- サムスン電子はプロジェクターを内蔵する携帯電話i7410を提供し、鉱山作業員はサッカーの試合を観戦したり、地上の救出チームとビデオ会議を開催したり、映画を楽しんだりすることができるようになった。

シンガポール
- Divoom Technology supplied the iTour-70 speakers that are almost 8インチ (20 cm) long and less than 2インチ (5.1 cm) inches wide and able to fit in the palomas so the whole group could listen to the classes and meetings held over the videoconferencing system and enjoy the entertainment videos.  This technology enabled individual iPods to be banned by the rescue leaders over concerns that iPods would interfere with the ability of the miners to hear signs of impending emergencies, or contribute to individual psychological isolation rather than team integration.

南アフリカ
- 南アフリカに本拠を置き、建設や採掘などを行っているマレー&ロバーツは、had a Cementation Canada, Inc. operated Strata 950 raise bore drilling machine in Chile for a separate mining contract and relocated it to San Jose Mine to be part of Plan A.

アメリカ
- Drillers Supply International, with Corporate Headquarters in Cypress,Texas and a manufacturing plant in Antofagasta, Chile manufactured the drill pipe used in the rescue operation and assisted with logistics and planning related to Plan B.
- Layne Western, of Kansas, provided the team of American drillers operating the Schramm T130 for Plan B.
- Center Rock, of Berlin, Pennsylvania provided the specialized hammer drill bits used by Plan B.
- ペンシルベニア州ウェストチェスターのSchramm, Inc.社はT-130掘削機を設置した。
- ジョージア州に本拠を置くユナイテッド・パーセル・サービスは、救出作戦に用いられる50,000ポンド (23,000 kg)にもなる重い機材をチリへ無償で輸送した。The parts, including industrial strength drill bits typically used in building skyscrapers and bridges, came from all across the U.S. and were mainly in support of Plan B.
- カリフォルニア州のオークリーは通常450ドルで販売されているRadar（レーダー）スポーツサングラスを鉱山作業員一人一人に無償提供した。これは長い地下生活の後では強すぎる地上の光から作業員の目を守るためのものであった。これにより4000万ドル以上の宣伝効果があったと見積もられている。
- 企業や学校で給食事業を展開するアラマークは、細い穴を通じて真空包装された食料を運びおろす方法を案出し、地下の作業員に対する食料提供を支援した。
- バージニア州リッチモンドにあるカプロン・メディカルは、抗菌防臭作用を持つ銅繊維で作られた特殊な靴下を提供した。

### 鉱山作業員への支援
鉱山会社は救助を待つ鉱山作業員の家族に対し、砂漠の厳しい寒さから身を守るジャケットを提供した。これを機に作業員やその家族には一般人から政府機関に至るまでさまざまな立場の人々から支援が寄せられるようになり、特に作業員の生存が確認された以降はその動きは強まった。電話会社は作業員の家族、救出にあたる人々、記者の携帯電話による通話を無料とし、政府は現場に無線LANを設置した。チリ南部の漁業者からは大量の魚の切り身が送られてきた。道化師や歌手が来訪して公演を行い、家族を鼓舞する役割を果たした。A beauty clinic in the nearby town of Copiapó provided the miners' wives with makeovers.
- ボリビア大統領エボ・モラレスはボリビア人鉱山作業員カルロス・ママニに対し、国営の石油会社であるボリビア石油公社(YPFB)への就職と家の提供を約束した[6][41][42]。
- チリの富豪であるレオナルド・ファルカスは、作業員一人一人に500万ペソを寄付した[42][43]。10月20日、ファルカスは33人のために盛大なパーティーを開き、giving each man a motorbike and offering to buy two of them houses.地下生活中に父親となった2人にはさらに10000米ドルが与えられた[44]。
- Workers at Codelco said they would chip in about US$600 per man.[42]
- 作業員らはチリ大統領官邸を訪問し、ピニェラ大統領率いる救助隊員チームとサッカーの試合を行ったが、敗れた。作業員チームは背中に33の数字の入ったジャージを着用した。大統領は作業員一人一人に地上に救出された順序で国旗を手渡した。チリ国旗のほか、ボリビア人のカルロス・ママニのためにボリビア国旗も用意された[45]。
- ギリシャの鉱山会社ELMINは、鉱山作業員らを一週間のギリシャ旅行に招待した[42][46]。The trip also includes watching a Real Madrid soccer game in Madrid, Spain, as well as a Manchester United game in England.[6][41]
- Chilean football players' association has offered the men a trip to South Korea.[6][41]
- FCバルセロナは地下にいる鉱山作業員を元気づけるため、サイン入りのジャージーを贈った[6]。
- Tourism Minister of Israel, Stas Misezhnikov, extended an official invitation to the 33 Chilean miners to experience a "spiritual journey" this Christmas in the Holy Land.  The men are invited to Israel with their spouses for a week-long, all-expense paid sightseeing tour of various sites holy to Christianity.[47]
- Spanish football team Real Madrid sent autographed jerseys, with the number "33", to the trapped men to boost their spirits.[41][42][48]
- エディソン・ペニャはアメリカのテネシー州にあるエルヴィス・プレスリーの旧邸宅、グレイスランドに招待された。ペニャは地下生活中、プレスリーの物真似で作業員を和ませるとともに、作業員を鼓舞するためプレスリーのCDを送るよう地上に要求していた[49][50]。ペニャのグレイスランド訪問は2011年に実現した[51]。
- Appleのスティーブ・ジョブズは作業員一人一人にiPod touchを送ったが、チリの当局は送られてきたiPod touchを救助の終了まで作業員に引き渡さなかった。これは作業員が音楽の世界に閉じこもってしまい、作業員同士の団結に悪い影響が出ることが懸念されたためである[6][41]。
- ニューヨークシティマラソンを主催するニューヨーク・ロードランナー協会は、地下にいる間、毎日30分以上のジョギングを行っていたと伝えられた[52]エディソン・ペニャを大会に招待した[6][41][42]。

## 社会的影響
事故と救助の成功を受けて、書籍の出版や映画の制作が計画されている。『Under the Earth: The 33 Miners that Moved the World』と題する書籍の出版が予定されているほか、イギリスでもガーディアンの寄稿者ジョナサン・フランクリンが『33 Men, Buried Alive: The Inside Story of the Trapped Chilean Miners』と題する書籍を2011年初頭に出版する予定である。